# Jaye Davidson
Jayelie Davidson (Riverside, 21 maart 1968) is een Amerikaanse acteur.
Hij speelde weinig rollen. Zijn enige grote rol was die van Ra in de film Stargate. Davidson is ook bekend van zijn rol in The Crying Game uit 1992, waarin hij Dil speelt. Jaye Davidson heeft na 1999 geen nieuwe filmrollen aangenomen. Hij prefereert zijn werk in de modewereld in Groot-Brittannië.

## Carrière
- The Crying Game - Dil (1992)
- Stargate - Ra (1994)
- Cousin Joey - Filemon (1999)

- Bibsys: 98058580
- Biblioteca Nacional de España: XX1106500
- Bibliothèque nationale de France: cb14024948k (data)
- Gemeinsame Normdatei: 1149848022
- International Standard Name Identifier: 0000 0001 0888 6692
- Library of Congress Control Number: no95054675
- Nationale Bibliotheek van Tsjechië: xx0150490
- Nationale bibliotheek van Australië: 35493727
- Nationale Bibliotheek van Israël: 987007434379605171
- SNAC: w6r86btk
- Système universitaire de documentation: 055670199
- Trove: 973240
- Virtual International Authority File: 37115345
- WorldCat: E39PBJcBWG4XKh9j3DXjbqgYfq